# Golden Boy Promotions
Golden Boy Promotions (укр. Голден Бой Промоушенс) — американська промоутерська компанія, що займається організацією професійних боксерських двобоїв, заснована у 2001 році у Лос-Анжелесі, колишнім чемпіоном світу у шести вагових категоріях Оскаром Де Ла Хойя.
Golden Boy Promotions одна з найповажніших та відомих промоутерських компаній не тільки у США, а й у світі. Поєдинки, організовані компанією, транслюють провідні телеканали США, такі як: HBO, Showtime, NBC, ESPN. Golden Boy Promotions також є власником 25 % акцій футбольного клубу «Динамо» (Г'юстон).

## Провідні боксери компанії
Оскар Коллазо,  Раян Гарсія, Вільям Зепеда.